# لیچ (اکلاهما)
لیچ(به انگلیسی: Leach) شهری در ایالت اکلاهما کشور ایالات متحده آمریکا است که جمعیت آن در سرشماری سال ۲۰۱۰ میلادی، ۲۳۷ نفر بوده‌است.